# Amor + Boteco
Amor + Boteco é um álbum ao vivo da dupla sertaneja Edson & Hudson lançado em 13 de dezembro de 2019. O repertório escolhido traz 25 canções, sendo 8 inéditas. O repertório é composto por releituras de grandes sucessos dos anos 80, 90 e 2000, gravados originalmente por duplas icônicas como Zezé Di Camargo & Luciano, Chrystian & Ralf, João Paulo & Daniel, etc. Além de músicas inéditas como a carro-chefe "Quem Me Viu, Quem Me Vê" e "Me Beije Mais" (versão de "Perfect" de Ed Sheeran, que contou com a participação de Aline Jordão), e canções do próprio repertório: "Vai Ser Pior Tentar Outra Vez", "Dez Corações" e "Te Quero pra Mim".

## Faixas
| N.º | Título                                                 | Compositor(es)                                                                                  | Duração |  |
| 1.  | "Vai Ser Pior Tentar Outra Vez (What's in it For Me?)" | Gary Scott Burr / John Charles Jarrard - versão: Willian dos Santos                             | 3:08    |  |
| 2.  | "Sou Eu"                                               | Ed Wilson / Carlos Pedro                                                                        | 4:12    |  |
| 3.  | "Minha Estrela Perdida"                                | César Augusto / Piska                                                                           | 3:29    |  |
| 4.  | "Essa Noite Foi Maravilhosa (Wonderful Night)"         | Eric Clapton - versão: Paulinho Rezende                                                         | 3:31    |  |
| 5.  | "Dois Corações e Uma História"                         | Carlos Randall / Danimar                                                                        | 4:17    |  |
| 6.  | "Prazer Por Prazer"                                    | Carlos Randall / Danimar                                                                        | 3:07    |  |
| 7.  | "O Grande Amor da Minha Vida (Convite de Casamento)"   | Jefferson Farias / Nino                                                                         | 3:57    |  |
| 8.  | "Alguém"                                               | César Augusto / Piska                                                                           | 3:22    |  |
| 9.  | "Cada Volta é Um Recomeço"                             | Paulo Sérgio Valle / Nenéo                                                                      | 4:17    |  |
| 10. | "Loucura Demais"                                       | César Augusto / Piska                                                                           | 3:23    |  |
| 11. | "Dez Corações"                                         | Cristian Luz                                                                                    | 2:59    |  |
| 12. | "Quem Me Viu, Quem Me Vê"                              | Hudson / Cristian Luz / Alex Torricelli                                                         | 2:36    |  |
| 13. | "Chora Peito"                                          | Chrystian / Ralf                                                                                | 3:33    |  |
| 14. | "Decida"                                               | Airo                                                                                            | 3:38    |  |
| 15. | "Modo Goiano"                                          | Bruno Mandioca / Allef Rodrigues / Greg Neto / Hiago Rodrigues / Messias Lamar / Alexandre Bilu | 3:07    |  |
| 16. | "Minha Oração Pra Você"                                | Edson / Ricardo Gama                                                                            | 3:37    |  |
| 17. | "Me Beije Mais (Perfect)" (part. Aline Jordão)         | Ed Sheeran - versão: Hudson / Cristian Luz / Alex Torriceli                                     | 4:22    |  |
| 18. | "Poeira no Vento (Dust in the Wind)"                   | Garry Livgren - versão: Sérgio Pinheiro / Mauro Gasperini                                       | 3:02    |  |
| 19. | "Indiferença"                                          | Zezé Di Camargo                                                                                 | 3:12    |  |
| 20. | "Falando às Paredes"                                   | Xororó / Virginia Kheer                                                                         | 4:09    |  |
| 21. | "Medley: Muda de Vida/Vem Ficar Comigo"                | Carlos Randall / Elias Muniz / Fátima Leão - Zezé Di Camargo / César Augusto / Reinaldo Barriga | 3:40    |  |
| 22. | "Te Quero pra Mim (It Matters to Me)"                  | Mark D. Sanders / Ed Hill - Edson / Raul / Marquinhos                                           | 4:02    |  |